# Лукино (Балахнинський район)
Лукино (рос. Лукино) — робітниче селище в Балахнинському районі Нижньогородської області Російської Федерації.
Населення становить 3801 особу. Входить до складу муніципального утворення робітниче селище Мале Козино.

## Історія
Від 2009 року входить до складу муніципального утворення робітниче селище Мале Козино.

## Населення
| 2002  | 2009  | 2010  | 2012  | 2013  | 2014  | 2015  |
| ----- | ----- | ----- | ----- | ----- | ----- | ----- |
| 3681  | ↘3635 | ↘3515 | ↘3497 | ↗3681 | ↗3745 | ↗3846 |
| 2016  | 2017  |       |       |       |       |       |
| ↗3926 | ↗3929 |       |       |       |       |       |